# Amano Tōkage

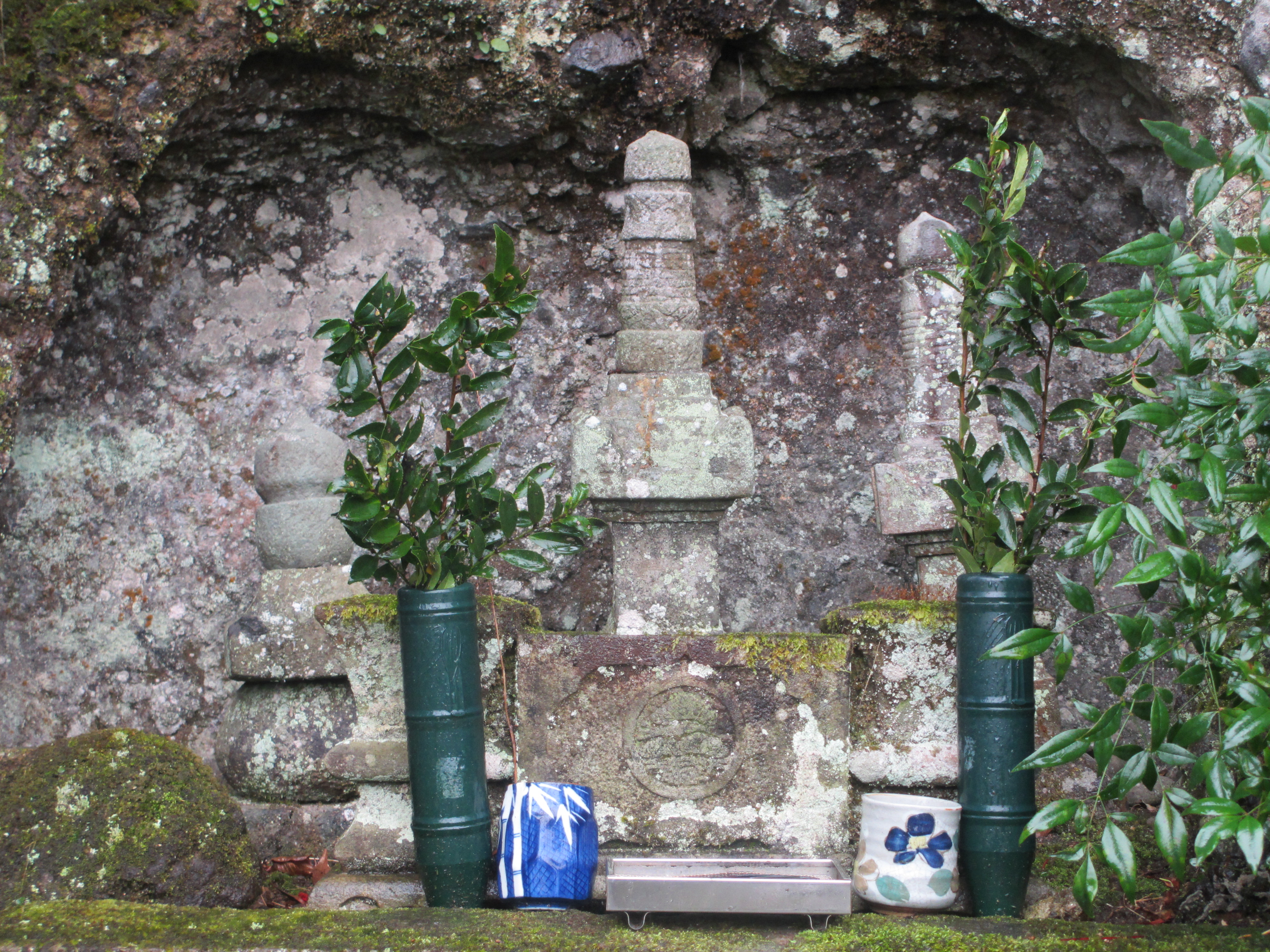
Grabstätte Amano Tōkage in Amano

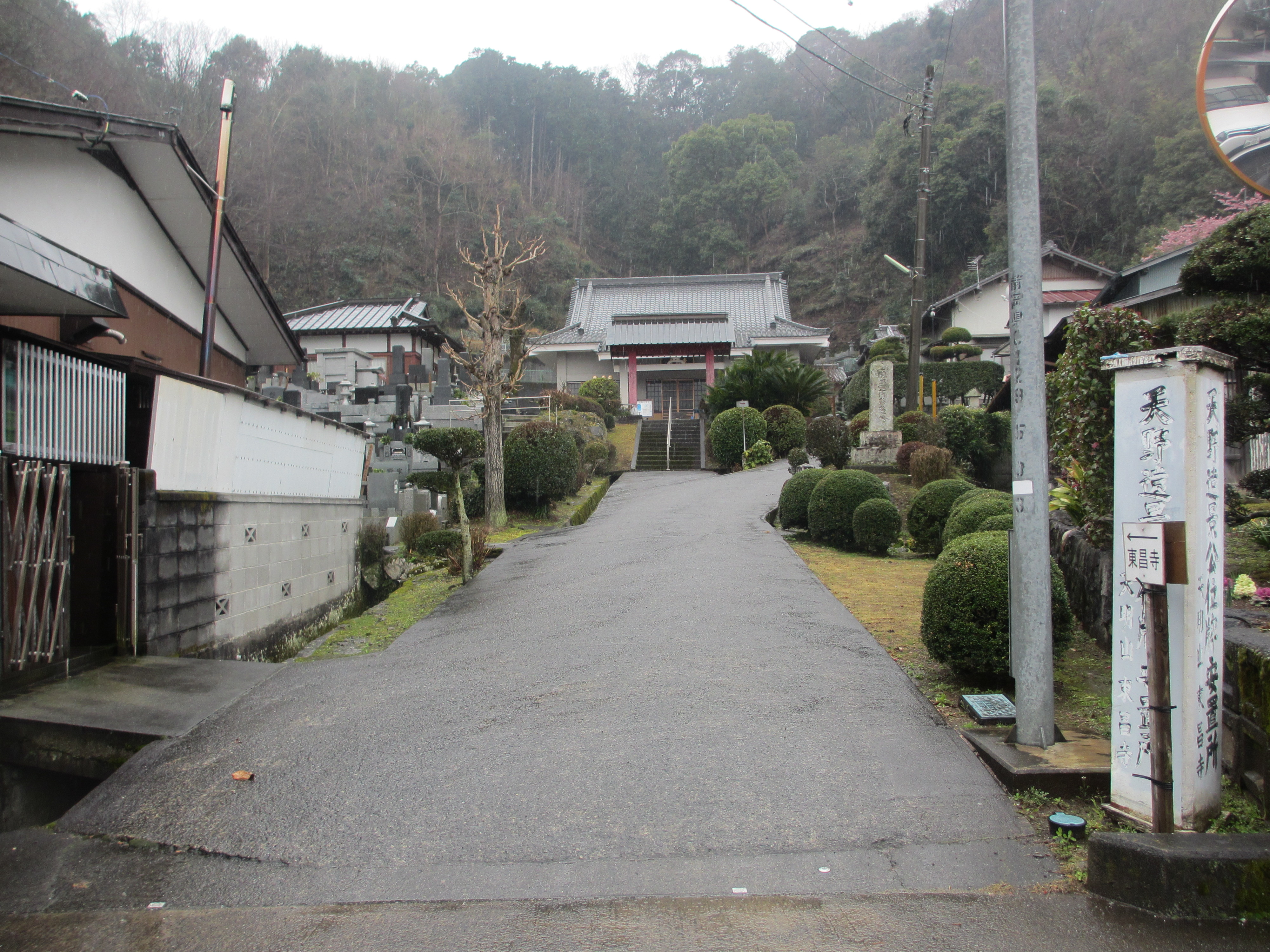
Gedenktafel am Tōshō-ji
(東昌寺)

Amano Tōkage (japanisch 天野 遠景; aktiv 1180 bis 1203) war ein japanischer Feldherr der frühen Kamakura-Zeit.

## Leben und Wirken
Amano Tōkage gehörte als Sohn von Fujiwara Kagemitsu (藤原景密) eigentlich zum Fujiwara-Klan (藤原氏). Er lebte in Amano (天野), Landkreis Tagata (田方郡) in der Provinz Izu und führte daher den Namen Amano als Nachnamen und den Vornamen Tōnai (藤内).
Nachdem der erste Shogun Minamoto no Yoritomo (1147–1199) im Jahr 1180 eine Armee aufgestellt hatte, folgte Amano ihm und vollbrachte Kriegstaten. Besonders bekannt ist, wie er unter General Minamoto no Noriyori (源 範頼; 1150–1193) mitwirkte, den Taira-Klan (平氏) bis zum Westmeer (西海) zu verfolgen. Unter ihm diente er auch als Chinzei Bugyō. Er und war daran beteiligt das Amt Dazaifu aufzubauen und leitete die Aufsicht über Kyūshū.
Spätestens um 1194 wurde Amano jedoch von seinen Pflichten entbunden und kehrte nach Kamakura zurück. Danach, nach Yoritomos Tod 1199, wurde er Priester und nahm den Namen Renkei (蓮景) an. Am 8. Oktober 1203 tötete er auf Befehl von Hōjō Tokimasa (1138–1215) den Feldherrn Hiki Yoshikazu (比 企能員).